# 世界空手連盟
世界空手連盟（せかいからてれんめい、World Karate Federation, WKF）は、伝統派空手競技の国際競技連盟 (IF) 。国際オリンピック委員会に加盟。スペインのマドリードに本部を構える。各国200の国内競技連盟が加盟。日本では全日本空手道連盟を国内競技連盟として承認。前身は世界空手連合 (WUKO) 。

## 大会
世界空手道選手権大会（偶数年）、ワールドゲームズ（夏季五輪の翌年）、プレミアリーグ（KARATE1）（年6回）など多数の大会を主催する。

## 改称の経緯と空手のオリンピック競技化
WKFの前身であるWUKO（世界空手連合）は、1985年にIOCの加盟を申請し、IOCの公認国際競技連盟として承認された。
国際伝統空手道連盟（International Tranditional Karate Federation / ITKF）から「世界の空手を統一する団体はWUKOだけではない」という申し立てがなされ、1991年にIOCは「WUKOとITKFが合併してできる団体をWKFとして、そのWKFに仮承認を与える」という措置をとった。
1993年に世界空手連合（World Union of Karate Organizations / WUKO）から改称された。
2005年7月8日にシンガポールで行われたIOC総会で、空手のオリンピック競技化が諮られたが、決選投票の末、38対63で否決された（2005年7月9日朝日新聞）。
2016年8月3日、ブラジルのリオデジャネイロで開かれた国際オリンピック委員会総会で、2020年東京オリンピックの追加種目となることが承認された。
2017年、IOCの承認を受けて夏季オリンピック国際競技連盟連合 (ASOIF) が世界空手連盟を準会員とする。
空手が2024年パリオリンピックのイニシャル競技にならないことが2017年6月9日のIOC理事会で、追加種目にならないことは2019年6月25日のIOC総会で決定した。
2021年、2020年東京オリンピックで空手を追加種目として実施。
2021年10月10日以降2022年1月19日までにASOIFから退会。

## 試合のルール

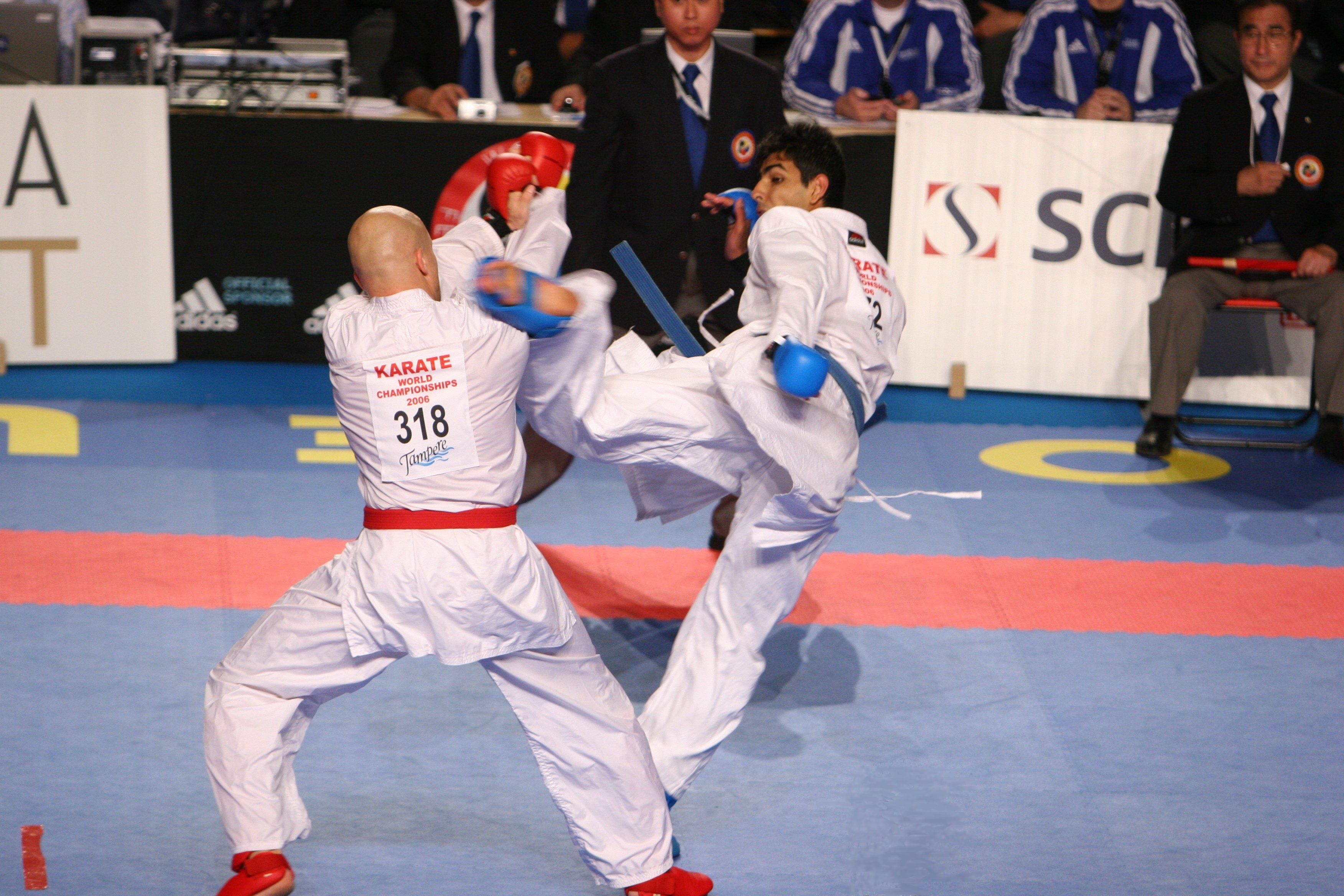
空手の試合風景（世界空手連盟主催の世界空手道選手権大会より）

試合は、形部門と組手部門組手のルールにおいてに分かれる。
組手試合（2023年1月から改訂）ポイント制である。
8ポイント差をつけると勝ちとなり、試合時間以内に勝負が決まらなかった場合、試合終了時点で多くのポイントを取っている方の選手が勝ちとなる。同点の場合は，先取を持っている選手が勝者となる。先取が取り消されている場合は、一本の多い選手、技有の多い選手、の順で勝者が決まり，それもで決着がつかない場合は副審4名の判定にて決定される。
反則行為の累積（注意1→注意2→注意3→反則注意→反則）により勝負が決まることもある。
- 有効（1ポイント）
  - 上段突き、打ち
  - 中段突き、打ち
- 技あり（2ポイント）
  - 中段蹴り
- 一本（3ポイント）
  - 上段蹴り
  - 足の裏以外の部位がマットに接している相手に対する技
- 反則行為
  - 過度の接触
  - 腕、足、甲、そけい部、関節に対する攻撃
  - 平手、貫手による攻撃
  - 危険な投げ（回転軸が腰より上
  - 負傷の誇張
  - 場外
  - 無防備
  - 不活動（約30秒間双方何もしない）※開始15秒間と残り15秒では取られない
  - 逃避（残り15秒で勝っているときに相手から逃げる）※反則注意
  - つかみなど（両手で相手をつかむ、つかみが即座でない、クリンチ、レスリング、押す）※片手で蹴りをつかんで片手で相手をつかむのは例外的に有効
  - コントロールされてない技
  - 相手に話す、相手や審判に対する無礼
  - 残り15秒未満での、場外、逃避、つかみなど、コントロールされていない技については先取を取り消される。
- 審判
  - 主審（1人）：試合進行、反則行為の判定を行う
  - 副審（4人）：得点の判定を行う

## 提携事業
2022年に、国際キフ機構と国際提携し、空手道を通じて女性に対する暴力を撤廃する為、「ガーディアン・ガールズ・空手」プロジェクトを発足。2023年に、ガーディアン・ガールズ・インターナショナル・国連人口基金と７各国に同プロジェクトを発足。

## 各大陸別の空手連盟
- ヨーロッパ空手連盟（英語版）
- アジア空手道連盟（英語版）
- アフリカ空手連盟 - 南アフリカ空手会（英語版）
- オセアニア空手連盟
- 全米空手連盟（英語版）

## 各国・各地域別の空手連盟
| アジア           |                |                        |                  |
| ---------------- | -------------- | ---------------------- | ---------------- |
| アフガニスタン   | バーレーン     | バングラデシュ         | ブータン         |
| ブルネイ         | カンボジア     | 朝鮮民主主義人民共和国 | 東ティモール     |
| 香港             | インド         | インドネシア           | イラク           |
| イラン           | 日本           | ヨルダン               | カザフスタン     |
| クウェート       | キルギス       | ラオス                 | レバノン         |
| マカオ           | マレーシア     | モンゴル               | ミャンマー       |
| ネパール         | オマーン       | パキスタン             | パレスチナ       |
| 中国             | フィリピン     | カタール               | 韓国             |
| サウジアラビア   | シンガポール   | スリランカ             | シリア           |
| タジキスタン     | タイ           | チャイニーズ・タイペイ | トルクメニスタン |
| アラブ首長国連邦 | ウズベキスタン | ベトナム               | イエメン         |

| ヨーロッパ       |                    |                    |                          |
| ---------------- | ------------------ | ------------------ | ------------------------ |
| アルバニア       | アンドラ           | アルメニア         | オーストリア             |
| アゼルバイジャン | ベラルーシ         | ベルギー           | ボスニア・ヘルツェゴビナ |
| ブルガリア       | クロアチア         | キプロス           | チェコ                   |
| イングランド     | エストニア         | フィンランド       | フランス                 |
| ジョージア       | ドイツ             | ギリシャ           | ハンガリー               |
| アイスランド     | アイルランド       | イスラエル         | イタリア                 |
| コソボ           | ラトビア           | リヒテンシュタイン | リトアニア               |
| ルクセンブルク   | マルタ             | モナコ             | モンテネグロ             |
| オランダ         | 北マケドニア共和国 | 北アイルランド     | ノルウェー               |
| ポーランド       | ポルトガル         | モルドバ           | ルーマニア               |
| ロシア           | サンマリノ         | スコットランド     | セルビア                 |
| スロバキア       | スロベニア         | スペイン           | スウェーデン             |
| スイス           | トルコ             | ウクライナ         | ウェールズ               |

| パンアメリカ             |                                  |                |                      |
| ------------------------ | -------------------------------- | -------------- | -------------------- |
| アンティグア・バーブーダ | アルゼンチン                     | アルバ         | バハマ               |
| バルバドス               | ベリーズ                         | バミューダ諸島 | ボリビア             |
| ブラジル                 | カナダ                           | ケイマン諸島   | チリ                 |
| コロンビア               | コスタリカ                       | キューバ       | キュラソー島         |
| ドミニカ共和国           | エクアドル                       | エルサルバドル | グレナダ             |
| グアテマラ               | ガイアナ                         | ハイチ         | ホンジュラス         |
| ジャマイカ               | マルティニーク                   | メキシコ       | ニカラグア           |
| パナマ                   | パラグアイ                       | ペルー         | プエルトリコ         |
| セントルシア             | セントビンセント・グレナディーン | スリナム       | トリニダード・トバゴ |
| アメリカ合衆国           | ウルグアイ                       | ベネズエラ     |                      |

| アフリカ           |                  |              |                      |
| ------------------ | ---------------- | ------------ | -------------------- |
| アルジェリア       | アンゴラ         | ベナン       | ボツワナ             |
| ブルキナファソ     | ブルンジ         | カメルーン   | カーボベルデ         |
| 中央アフリカ共和国 | チャド           | コモロ       | コンゴ共和国         |
| コンゴ民主共和国   | ジブチ           | エジプト     | 赤道ギニア           |
| エチオピア         | ガボン           | ガンビア     | ガーナ               |
| ギニア             | コートジボワール | ケニア       | リベリア             |
| リビア             | マダガスカル     | マリ         | モーリタニア         |
| モーリシャス       | モロッコ         | モザンビーク | ナミビア             |
| ニジェール         | ナイジェリア     | ルワンダ     | サントメ・プリンシペ |
| セネガル           | セーシェル       | シエラレオネ | ソマリア             |
| 南アフリカ         | 南スーダン       | スーダン     | スワジランド         |
| トーゴ             | チュニジア       | ウガンダ     | タンザニア           |
| ザンビア           | ジンバブエ       |              |                      |

| オセアニア         |            |                  |                      |
| ------------------ | ---------- | ---------------- | -------------------- |
| オーストラリア     | クック諸島 | フィジー         | フランス領ポリネシア |
| グアム             | ナウル     | ニューカレドニア | ニュージーランド     |
| パプアニューギニア | サモア     | バヌアツ         | ウォリス・フツナ     |